# RU Рака
RU Рака (лат. RU Cancri) − переменная звезда, либо переменная типа RS Гончих Псов. Находится в созвездии Рака. Это жёлто-белый карлик класса F главной последовательности.

## Исследования орбитального периода
Колебания орбитального периода двух систем двойных звёзд типа RS CVn, — RU Рака и AW Геркулеса, приведены на основе анализа всего доступного минимального количества светового излучения. Так было обнаружено, что орбитальный период RU Рака показывает два возможных периода колебания с периодами в 13,38(±0,23) и 37,6(±3,4) лет. Соответствующие амплитуды колебаний составляют около 0,0098(±0,0023) и 0,0119(±0,0017) дней. Для звезды AW Геркулеса было установлено, что период показывает циклические изменения с периодичностью 12,79(±0,34) лет и амплитудой около 0,0327(±0,0063) дней. Так как RU Рака и AW Геркулеса — две звёздные системы типа RS CVn, то циклические колебания периода с большой вероятностью могут быть вызваны циклами магнитной активности.